# Ruská Bystrá
Ruská Bystrá je obec na Slovensku. Nachází se v Košickém kraji, v okrese Sobrance. Obec má rozlohu 11,96 km² a leží v nadmořské výšce 453 m. V roce 2011 v obci žilo 114 obyvatel. První písemná zmínka o obci pochází z roku 1405.

## Památky
V obci se nachází Chrám Přenesení ostatků svatého Mikuláše z roku 1730, který je od roku 2008 zapsán v Seznamu světového kulturního dědictví UNESCO.

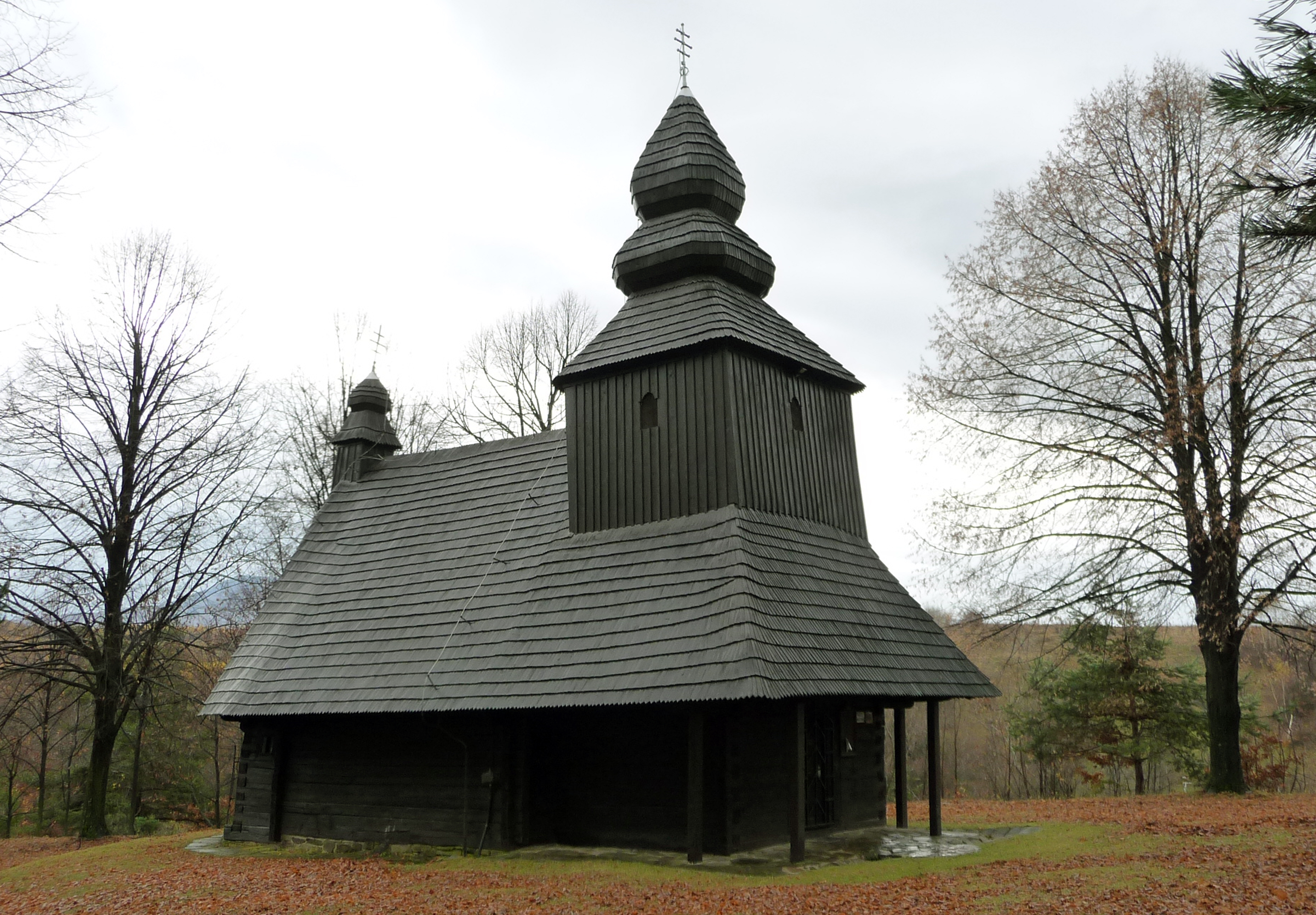
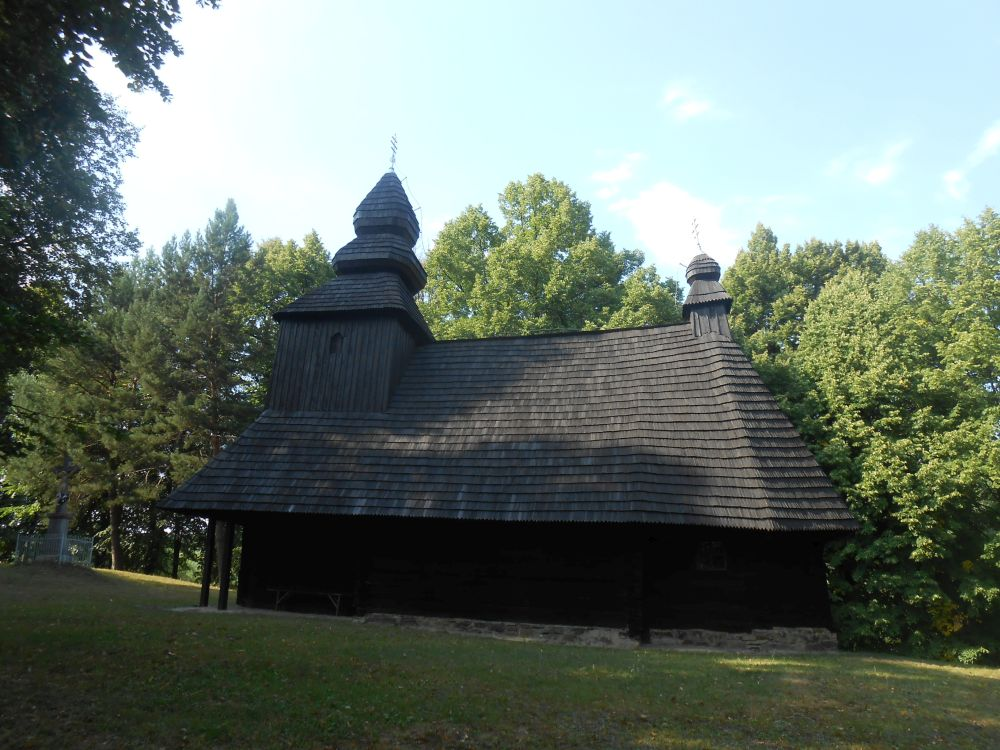
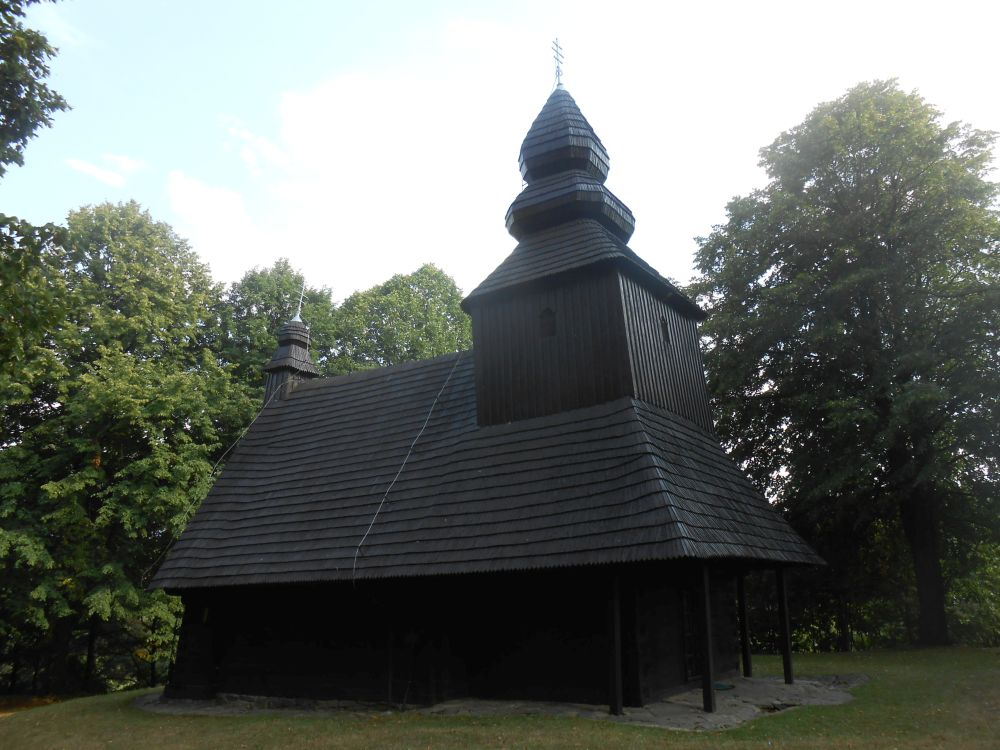